# Festival Omladina 2017.
Festival Omladina 2017. bio je 36. glazbeni festival neafirmiranih mladih glazbenika u Subotici. Održao se 20. svibnja 2017. u prostorijama HKC "Bunjevačko kolo". Organizator je bila Kancelarija za mlade. Trajao je jedan dan. Prijavio se 21 sudionik za sudjelovanje. Izbornici Armand Mesaroš, Dejana Baltes i Dario Kostić izabrali su osam najboljih za natjecateljsku večer. Šest je iz Srbije, jedan iz Makedonije i jedan iz Hrvatske. To su bili „Slonz“ iz Šapca, „Eastock“ iz Užica, „Dogs in Kavala“ i „Phobos“ iz Beograda, „Iz principa sekstet“ i „Sirius“ iz Subotice, „Monoglitch“ iz Skoplja i „Harvo Jay“ iz Osijeka. Nakon natjecateljske večeri, na pozornici su nastupilili beogradski bendovi „E-play“ i „Artan Lili“. Ove godine nije bilo drugo ni treće mjesto, nego samo prvo. Pobjednik je dobio 20 sati snimanja u Studiju 11 i nastupe na dva regionalna festivala „Selfest“ u Selenči i „Bedemfest“ u Nikšiću. Nagrada je i rad slobodnog umetnika Arpada Slančika, koji je i ove godine napravio skulpturu za pobjednički sastav. Stručni ocjenjivački sud odlučio je da je pobjednik bend "Phobos" iz Beograda. Festivalsku večer odslušalo je i odlgedalo 500 posjetitelja. Stručni ocjenjivački sud u sastavu Bojan Slačala (predstavnik grupe Artan Lili) i Maja Cvetković (predstavnica sastava E-play ), Vladimir Todorović (grupa Paniks, profesor gitare), Nevena Pejčić (pijanistica, studentica jazz akademije u Beogradu) i Vladimir Grubor (Studio 11) odlučio je da zbog visoke kakvoće nagradu dobije subotički bend "Iz principa" snimanjem dvije skladbe u Studiju 11. Organizacijom koncerta u Subotici ispred "HARD Booking"-a nagrađeni su sastavi "Dogs in Cavala" (Beograd) i "Harvo Jay" (Osijek).

## Vanjske poveznice
- (srp.) Festival Omladina  Arhivirana inačica izvorne stranice od 29. prosinca 2018. (Wayback Machine)
- (srp.) Facebook
- (srp.) Subotica.com